# Jamga Khandala, Aland
Jamga Khandala là một làng thuộc tehsil Aland, huyện Gulbarga, bang Karnataka, Ấn Độ.